# Repinec
Repinec is een plaats in de gemeente Gradec in de Kroatische provincie Zagreb. De plaats telt 255 inwoners (2001).